# Пусье, Жозеф
Жозе́ф Пусье́ (фр. Joseph Poussier; 1781 — умер 2 или 6 августа 1821, Вильно) — архитектор французского происхождения, работавший в Литве в начале XIX века; виленский губернский архитектор, представитель классицизма.

## Биография
Обучался архитектуре и работал в Париже (где служил помощником городского архитектора). Был офицером французской армии. В 1803 году прибыл в Литву. В 1808—1821 годах занимал должность губернского архитектора Литовско-Виленской губернии. По его проектам реконструировался дворец Сапег на Антоколе, приспособленный под госпиталь (1809—1810), отдельные здания императорского Виленского университета (1814—1819, 1815—1818 или 1817—1818), здания губернских учреждений в квартале между нынешними улицами Вильняус, Клайпедос и Траку в Вильнюсе (1816).

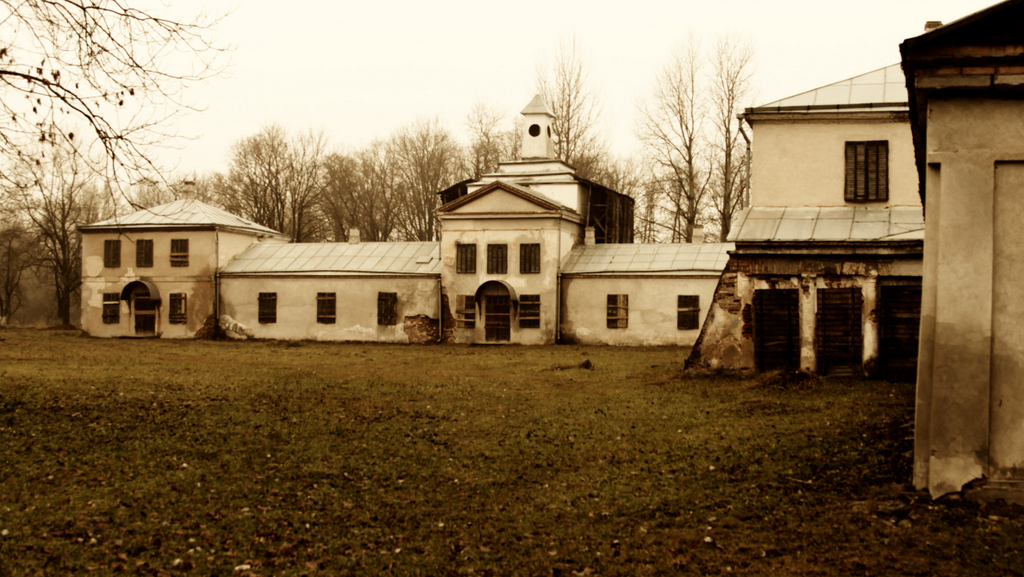
Усадьба Огинского в Залесье

Под руководством Пусье около 1803 года по проектам Михала Шульца был построен дворец Михаила Клеофаса Огинского в Залесье в Ошмянском уезде.
Под наблюдением Пусье проводились работы по консервации остатков Верхнего замка и укрепления склонов Замковой горы (1816—1817) и ремонту Зелёного моста (1816). Архитектор разработал планы обновления некоторых зданий коллегии в Крожах (Кражяй; 1817).
Совместно с другими архитекторами подготовил генеральный план Вильно (1817).
Утонул в Вилии, спасая тонувших, в 1821 году.

## Творчество

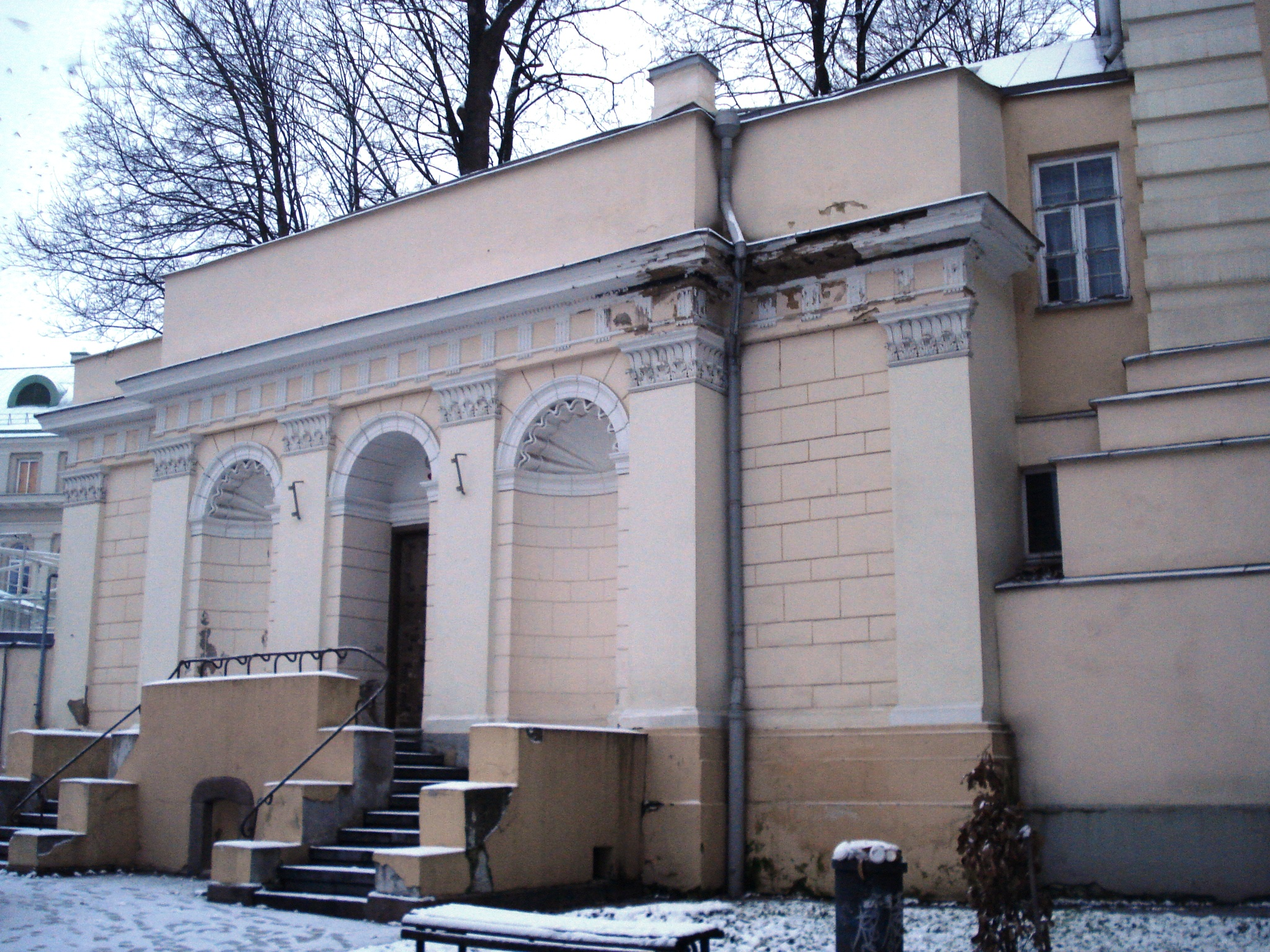
Ворота бывшего монастыря кармелитов в стиле ампир (Вильно)

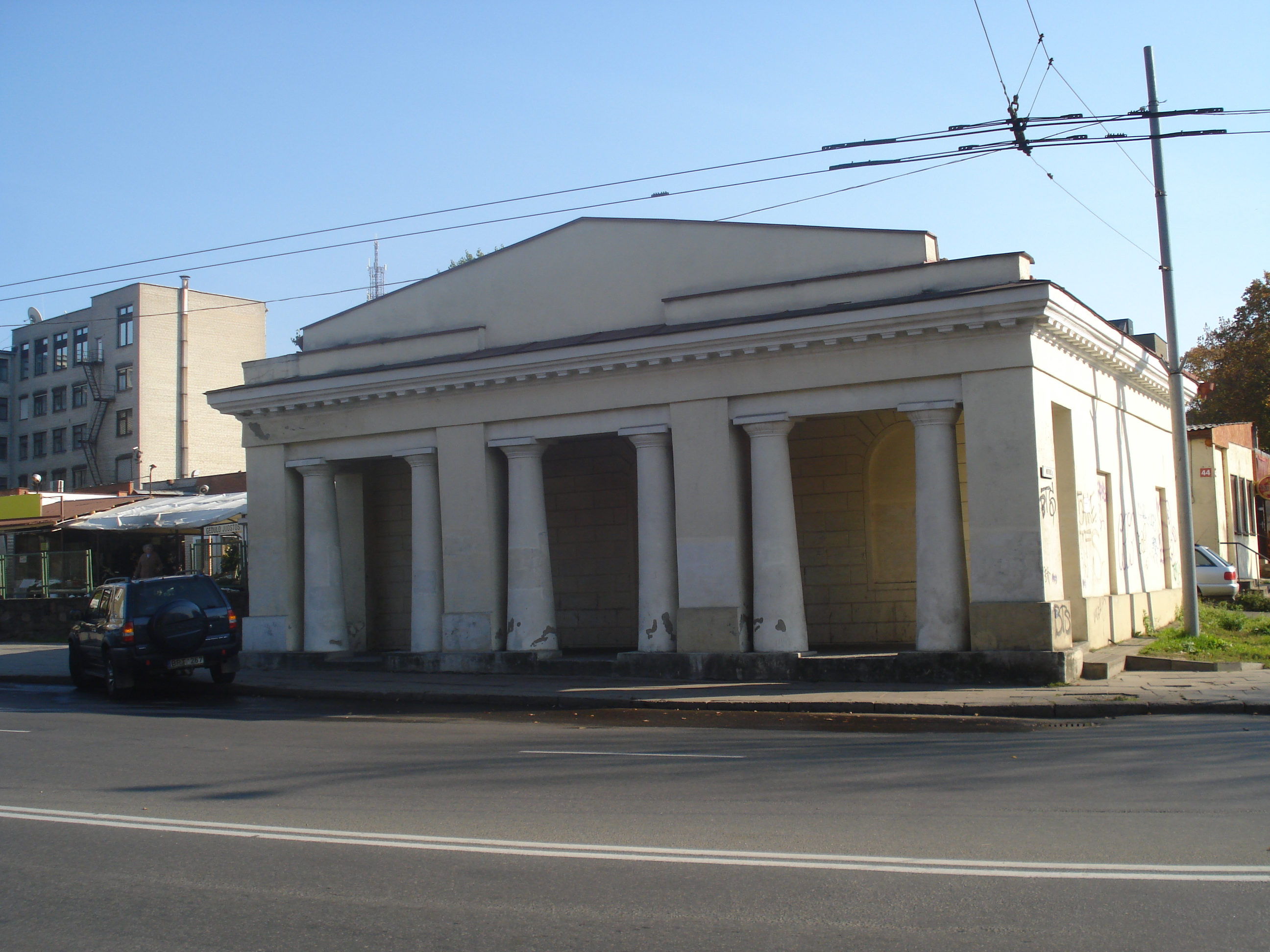
Кордегардия (Вильно, ныне улица Басанавичяус)

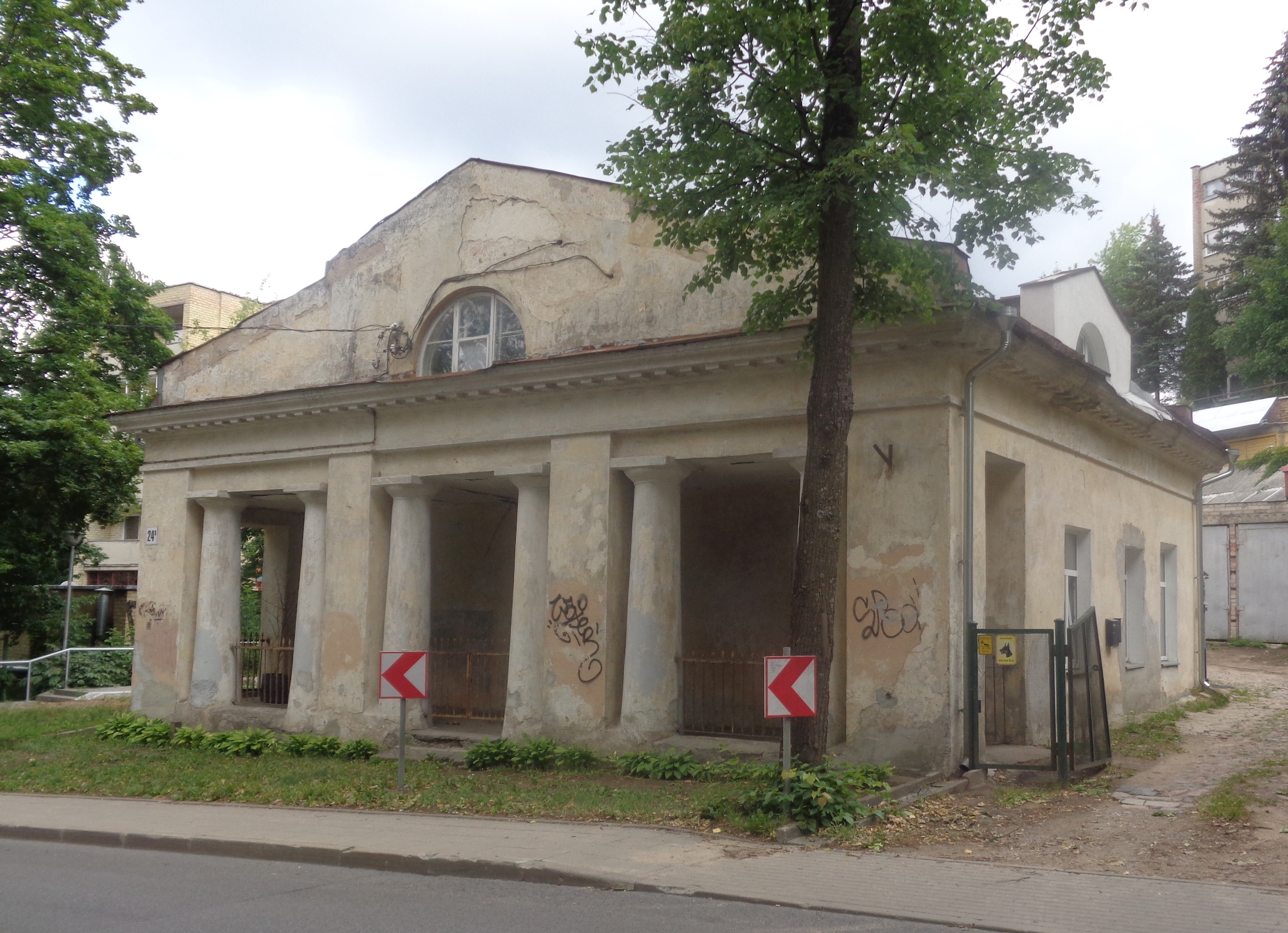
Кордегардия (Вильно, ныне улица Лепкальнё)

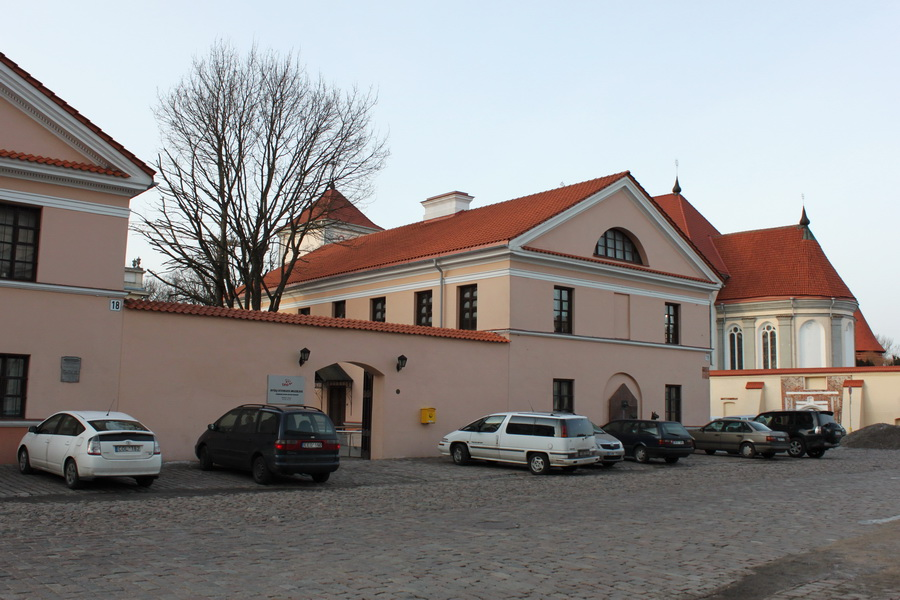
Бывшая почтовая станция (Ковно)

Здания, построенные по проектам Жозефа Пусье, отличаются крайним рационализмом и лаконичными строгими формами, ровными плоскостями без украшений, почти совсем лишены ордерных элементов, за исключением, например, карнизов.
Разработал проект перестройки дворца Шуазелей де Гуфье (позднее назывался дворцом де Реусов) в Вильно (не осуществлённый) и проект новой городской мельницы.
По проекту Пусье в 1809 году были возведены ворота Виленской духовной католической семинарии в бывшем монастыре кармелитов в Вильно. Ворота в стиле ампир были одним из первых сооружений такого стиля в Литве. Декоративная стена главного фасада с низким аттиком украшена пилястрами. Между ними располагаются три глубокие арочные ниши; двери находятся в средней нише.
Проектировал главным образом административные здания, опираясь на типовые проекты. В частности, проектировал тюрьмы (в Россиенах и Свенцянах), почтовые станции (в Шавлях и Ковно), казначейство в Шавлях (1806, не сохранилось). Почтовая станция в Ковно, построенная в 1821—1828 годах по проекту 1820 года, сохранилась. Здание почтовой станции включено в регистр культурного наследия Литовской Республики и охраняется государством. С 1994 года в этом здании располагается Музей истории связи (Каунас, площадь Ротушес 18)
Предполагается, что ему принадлежит авторство проектов кордегардий в Вильно на нынешних улицах Басанавичяус и Лепкальнё, а также кордегардии на Шнипишках (основанных на типовом проекте А. Д. Захарова). Здание кордегардии на углу улиц Басанавичяус и Муйтинес включено в Регистр культурных ценностей Литовской Республики (код 289) в качестве объекта местного значения. Аналогичное здание по адресу ул. Лепкальнё 24B, построенное в 1819 году и ремонтировавшееся в 1832 году, также охраняется государством как объект регионального значения (код в Регистре культурных ценностей Литовской Республики 1077) .

## Память
Именем Жозефа Пусье названа одна из улиц (Žozefo Pusjė gatvė) в районе Вильнюса Пашилайчяй.